# 카를 타우지히

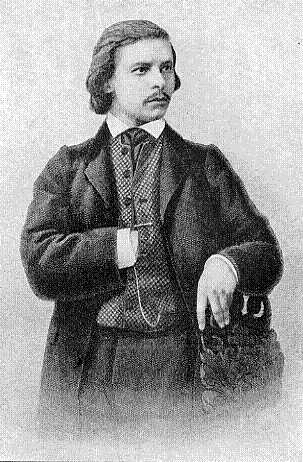

카를 타우지히(Karl Tausig, 1841년 11월 4일 – 1871년 7월 17일)는 폴란드의 거장 피아니스트, 편곡자 및 작곡가이다. 그는 일반적으로 프란츠 리스트의 가장 존경받는 제자이자 역사상 가장 위대한 피아니스트 중 한 명으로 여겨진다.

## 삶
타우지히는 바르샤바 에서 유대인 부모 사이에서 태어나 지기스 몬드 탈베르그의 제자인 아버지이자 피아니스트이자 작곡가인 알로이스 타우지히 에게 첫 피아노 레슨을 받았다. 그의 아버지는 14세에 그를 바이마르 에 있는 프란츠 리스트에게 소개했다. 그는 즉시 리스트의 가장 좋아하는 제자가 되었고, 콘서트 투어를 함께 여행하고 피아노 레슨 외에도 대위법, 작곡 및 오케스트라 심지어 리스트의 제자 중 한 명인 레지나 왓슨 을 자신의 제자로 삼기까지 했다. 16세에 그는 리하르트 바그너를 만났고, 그의 열렬한 추종자이자 친구가 되었다. 그는 또한 요하네스 브람스의 열렬한 팬이자 친구가 되었다. 타우지히는 바그너의 많은 오페라를 피아노로 편곡했다. 그는 또한 바그너의 또 다른 신봉자인 페터 코르넬리우스를 바그너에게 소개했다.
1858년 타우지히는 한스 폰 뷜로가 지휘한 콘서트에서 베를린에서 데뷔했다. 일부 비평가는 건반에서의 그의 기술적 위업에 감탄했지만 다른 비평가는 그의 연주가 시끄럽고 위압적이라고 생각했다. 타우지히는 1859~60년에 여러 독일 마을을 순회하여 드레스덴을 그의 거점으로 삼았다. 그는 1862년 에 비엔나 로 이주했다. 그곳에서 그는 자신의 교향시를 포함하여 현대 관현악 연주회를 가졌다. 이 콘서트는 예술적으로 부분적으로만 성공했고 재정적으로는 실패했다. 몇 년 동안 대중의 눈에 띄지 않은 채 피아니스트 Seraphine von Vrabely(1841–1931)와 결혼한 그는 다시 여행을 시작했고 현재는 스타일의 폭과 품위를 갖춘 피아니스트로 간주된다.
타우지히는 독일에 정착하여 1865년 베를린에 피아노 학교를 열었지만 곧 폐쇄되었다. 그는 유럽 전역을 여행했지만 여행의 피로로 건강이 악화되었다. 그는 라이프치히에서 29세의 나이에 장티푸스로 사망했다.

## 피아니즘
일부 비평가들은 타우지히를 피아니스트적으로 말해서 리스트의 제자 중 가장 훌륭하고 리스트만이 제안한 수준까지 순수한 기교를 지닌 사람으로 간주했다. 안톤 루빈시테인은 그를 "오류가 없다"고 불렀다. 타우지히가 리스트와 다른 점은 노는 동안 화려한 몸짓이 없다는 것이다. 그의 손가락이 키보드에서 기적을 행하고 있는 동안 타우지히의 긴장의 유일한 징후는 입의 한쪽 모서리를 살짝 조이는 것뿐이었다.
그의 때 이른 죽음까지 일부 비평가들은 타우지히가 Liszt의 힘과 음색의 범위를 동료 제자 한스 폰 뷜로의 지성과 결합하여 피아니스트와 동등하지 않았을 수 있다고 추측한다. 또 다른 리스트 학생인 외젠 달베르는 타우지히를 리스트와 매우 호의적으로 비교했다. 그는 리스트의 음악적 개념이 더 웅장했지만 타우지히는 많은 시와 결합된 더 좋고 정확한 기술을 가지고 있다고 말했다.
타우지히의 레퍼토리는 광범위했다. 스카를라티에서 리스트에 이르기까지 다양한 작품을 연주할 수 있었다. 쇼팽, 베버, 베토벤에 대한 피아노 연주의 완성도와 강렬한 감정의 해석으로 유명했다.

## 작품
타우지히의 작곡가로서의 결과물은 아주 작다. 그는 완전히 독창적인 작품뿐만 아니라 여러 작곡가의 음악을 피아노로 편곡했으며 교육 및 연습을 위한 교육적 작업을 수행했다.
일부 작곡은 기존 필사본에 미완성 상태로 남아 있으며, 알 수 없는 이유로 타우지히가 미완성 상태로 남겼다. 특히 리스트의 교향시의 편곡이 많다.

## 참고 문헌
- Dannreuther, Edward, ed. Stanley Sadie, "타우지히, Carl [Karol]," The New Grove Dictionary of Music and Musicians, Second Edition, 29 vols. (London: Macmillan, 2001). ISBN 1-56159-239-0.
- Schonberg, Harold C., The Great Pianists (New York: Simon & Schuster, 1987, 1963). ISBN 0-671-64200-6ISBN 0-671-64200-6.
- Mephistopheles on Parnasus - The Life of Carl 타우지히 - 1841-1871. by Artur Cimirro. (2010)
- Unknown composer #3: Carl 타우지히 Articles by pianist Artur Cimirro: Biography (excerpts 2010), List of Works (updated 2017), Some recordings.
- Karol 타우지히 Older composition list (2016) by Artur Cimirro, but with more details; Some more recordings.